# Damir Polančec

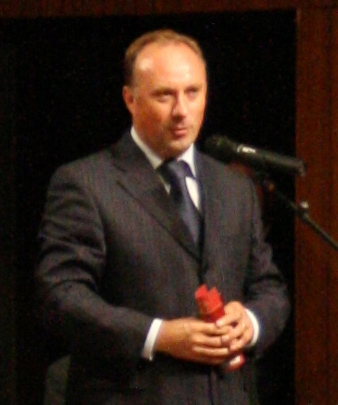
Damir Polančec (2010)

Damir Polančec (* 25. Juni 1967 in Đelekovec, Koprivnica, Kroatien) ist ein kroatischer Politiker und ehemaliger Geschäftsmann. Er gehört der Partei HDZ an.
Von 2000 bis 2003 war Polančec Mitglied des Vorstands von Podravka, einen kroatischen Nahrungsmittelkonzern.
Er war vom 17. Februar 2005 bis zum 12. Januar 2008 stellvertretender Regierungschef im Kabinett von Ivo Sanader, anschließend Wirtschaftsminister bis zum 30. Oktober 2008. Am 15. Oktober 2010 verurteilte ihn ein Zagreber Gericht zu einem Jahr und drei Monaten Haft. Er soll ein überflüssiges Rechtsgutachten zum Preis von 70.000 Euro in Auftrag gegeben haben. Weitere Korruptionsverfahren sind derzeit noch anhängig.